# Bobkow-Ungleichung
Die Bobkow-Ungleichung ist in der Stochastik eine funktionale isoperimetrische Ungleichung für das kanonische gaußsche Maß. Sie verallgemeinert die gaußsche isoperimetrische Ungleichung von Boris Tsirelson, Vladimir Sudakow und Christer Borell aus den 1970ern. 
Die Gleichung wurde 1997 von dem russischen Mathematiker Sergey Bobkow bewiesen.

## Bobkow-Ungleichung
Notation: 
Sei
- {\displaystyle \gamma ^{n}(dx)=(2\pi )^{-n/2}e^{-\|x\|^{2}/2}d^{n}x,} das kanonische gaußsche Maß auf {\displaystyle \mathbb {R} ^{n}} bezüglich des Lebesgue-Maßes.
- {\displaystyle \phi (x)=(2\pi )^{-1/2}e^{-x^{2}/2}} die eindimensionale kanonische gaußsche Dichte.
- {\displaystyle \Phi (t)=\int _{-\infty }^{t}\phi (x)dx} die Verteilungsfunktion von {\displaystyle \gamma ^{1}}, das bedeutet {\displaystyle \Phi (t):\mathbb {R} \to [0,1]}.

Nun definieren wir die Funktion {\displaystyle I(t):[0,1]\to [0,1]} durch
{\displaystyle I(t)=\phi (\Phi ^{-1}(t)).}
Diese Funktion verschwindet an den Endpunkten
{\displaystyle \lim \limits _{t\to 0}I(t)=\lim \limits _{t\to 1}I(t)=0.}

### Aussage
Für jede lokal-lipschitzstetige (oder glatte) Funktion {\displaystyle f:\mathbb {R} ^{n}\to [0,1]} gilt die Ungleichung
{\displaystyle I\left(\int _{\mathbb {R} ^{n}}fd\gamma ^{n}(dx)\right)\leq \int _{\mathbb {R} ^{n}}{\sqrt {I(f)^{2}+|\nabla f|^{2}}}d\gamma ^{n}(dx).}
In wahrscheinlichkeitstheoretischer Notation
{\displaystyle I\left(\mathbb {E} [f]\right)\leq \mathbb {E} \left[{\sqrt {I(f)^{2}+|\nabla f|^{2}}}\right].}

## Verallgemeinerungen
Es existiert eine Verallgemeinerung von Dominique Bakry und Michel Ledoux.